# Wadym Kołesnyk
Wadym Łeonidowycz Kołesnyk, ukr. Вадим Леонідович Колесник, ros. Вадим Леонидович Колесник, Wadim Leonidowicz Kolesnik (ur. 12 marca 1967 w Cudnowie) – ukraiński piłkarz, grający na pozycji pomocnika, a wcześniej napastnika, trener piłkarski.

## Kariera piłkarska

### Kariera klubowa
Wychowanek DSSz. Pierwszy trener – jego ojciec Łeonid Kołesnyk. W 1987 rozpoczął karierę piłkarską w Naftowyku Ochtyrka, skąd w 1990 przeszedł do Metalista Charków. Latem 1994 po tym, jak Metalist opuścił Wyszczą Lihę wyjechał do Izraela, gdzie bronił barw klubu Hapoel Kefar Sawa, ale wiosną 1995 powrócił do Metalista. Latem 1995 przeszedł do Karpat Lwów. Na początku 1998 został zaproszony do Metałurha Mariupol. Od 1999 ponownie występował w Naftowyku Ochtyrka, czasami pomagając farm klubowi Ełektron Romny. W 2002 zakończył karierę piłkarską w wieku 35 lat.

## Kariera trenerska
Po zakończeniu kariery piłkarskiej od września 2003 pomagał trenować Naftowyk Ochtyrka. W sezonie 2007/08 prowadził drużynę rezerw Naftowyka. W listopadzie 2011 pełnił obowiązki głównego trenera Naftowyka. Potem pracował w sztabie szkoleniowym ochtyrskiej drużyny. 9 grudnia 2013 po raz kolejny stanął na czele Naftowyka. 4 czerwca 2015 podał się do dymisji. 3 września 2015 zamienił Serhija Konowałowa w sztabie szkoleniowym ochtyrskiego klubu.

## Sukcesy i odznaczenia

### Sukcesy klubowe
- brązowy medalista Mistrzostw Ukrainy: 1998
- finalista Pucharu Ukrainy: 1992